# 过失致人重伤罪
过失致人重伤罪（英语：Crime of negligence causing serious injury）是中华人民共和国刑法的一项刑事罪行，指在没有主观犯罪意图的情形下，由于疏忽大意和过于自信等过失造成他人身体重伤的行为。该罪的主体需要是年满16周岁且具备刑事责任能力的自然人。

## 定義

### 主體要件
本罪的主體需要是年满16周岁且具备刑事责任能力的自然人。

### 主觀要件
过失是本罪在主观方面的重要構成要件，包括疏忽大意、過於自信等過失。需要行為人從始至終沒有犯罪意圖，但能推測會造成被害人重傷但沒有推測，或者過於自信不會造成被害人重傷但造成了重傷的才能判定本罪。如果屬於無法推測的意外事件，行為人不對重傷負刑事責任。

### 客觀要件
被害人受到的傷害需要根據中華人民共和國刑法第95条，並按照《人体重伤鉴定标准》，由法醫鑒定為重傷，且该伤害由行为人对被害人直接造成。

#### 因果關係
被害人的重傷結果與行為人的行為必須要有直接、可理解且符合常態的因果關聯。

## 著名案件

### 赵宇过失致人重伤案
2018年12月26日，当事人赵宇于福建省福州市在阻止一名强奸未遂的罪犯时，搏斗过程中造成对方受伤至伤残二级，后赵宇被警方以涉嫌故意伤害拘留14天，并于2019年1月10日释放。最终检方认为当事人赵宇属于正当防卫，因此造成了被害人李华重伤，但由于赵宇属于见义勇为，为弘扬社会正气，检方做出不起诉决定。